# Dzintra Grundmane
Dzintra Grundmane (Riga, 11 augustus 1944 – 16 januari 2024) was een Sovjet-basketbalspeelster. Zij kreeg de onderscheiding Orde van de Drie Sterren.
Grudmane speelde haar gehele basketbal carrière voor TTT Riga (1962-1975; met een onderbreking van 1969 tot 1970). Met TTT won ze elf Sovjet-kampioenschappen:1963, 1964, 1965, 1966, 1968, 1969, 1970, 1971, 1972, 1973 en 1975. Één USSR Cup in 1969. Ook won ze elf Europa Cup-titels: 1964, 1965, 1966, 1967, 1968, 1970, 1971, 1972, 1973, 1974 en 1975. Van 1972 tot 1975 was ze de aanvoerder van TTT.
Als speler van de Letse SSR won ze vier keer de Spartakiade van de Volkeren van de USSR, in 1963, 1967, 1971 en 1975.

## Privé
Grudmane studeerde af aan de Universiteit van Riga (1972) en VGIK (1988). Van 1974-1989 werkte ze bij de filmstudio van Riga in de kronieksectie. Sinds 1990 werkte ze als directeur van het nieuw opgerichte Letse Sportmuseum en geeft ze lezingen aan de Universiteit van Letland. Sinds 2002 werkt ze aan de Universiteit van Letland in de Faculteit der Pedagogiek en Psychologie.
Grundmane overleed op 16 januari 2024 op 79-jarige leeftijd.

## Erelijst
- Landskampioen Sovjet-Unie: 11
  - Winnaar: 1963, 1964, 1965, 1966, 1968, 1969, 1970, 1971, 1972, 1973, 1975
  - Tweede: 1974
- Bekerwinnaar Sovjet-Unie: 1
  - Winnaar: 1969
- Landskampioen Letland: 2
  - Winnaar: 1965, 1974
- EuroLeague Women: 11
  - Winnaar: 1964, 1965, 1966, 1967, 1968, 1970, 1971, 1972, 1973, 1974, 1975
- Spartakiade van de Volkeren van de USSR: 4
  - Winnaar: 1963, 1967, 1971, 1975